# Die Vögel (opéra)
Les Oiseaux
Die Vögel (Les Oiseaux), op. 30, est un opéra en un prologue et deux actes de Walter Braunfels. Le livret, écrit en allemand par le compositeur, est une libre adaptation de la comédie d'Aristophane Les Oiseaux, qui a été jouée au Théâtre de Dionysos à Athènes en 414 av. J.-C..

## Composition
Braunfels commence la composition de l'opéra en 1913 et la termine en 1919. La partition est publiée par Universal Edition à Vienne en 1920.

## Représentations
La première représentation a lieu le 30 novembre 1920 au Théâtre national de Munich, sous la direction de  Bruno Walter, avec Maria Ivogün dans le rôle du Rossignol et Karl Erb dans celui de Bonne-Espérance. Elle est suivie de plus de cinquante représentations à Munich durant les deux années suivantes, et par d'autres représentations à Berlin, Vienne et Cologne (avec Otto Klemperer à la baguette).
Le Bayerische Staatsoper reprend Die Vögel, lors de sa saison 2020-2021, dans une mise en scène de Frank Castorf et sous la direction musicale d'Ingo Metzmacher. La première a lieu le 31 octobre 2020, en plein confinement de la population du fait de la pandémie de Covid-19. Une retransmission en direct, malgré l'absence de spectateurs, permet une large diffusion de cette reprise très attendue.
L’Opéra national du Rhin le programme pour sa saison 2021-2022 ; Die Vögel est donc représenté en France pour la première fois le 19 janvier 2022 à l'Opéra de Strasbourg.

## Enregistrements
Le premier enregistrement est réalisé en décembre 1994 à la Jesus-Christus-Kirche de Berlin-Dahlem, avec le Deutsches Symphonie-Orchester Berlin sous la direction de Lothar Zagrosek ; il est publié par Decca Records en 1996, dans la collection « Entartete Musik ».
Il existe également une captation vidéo distribuée par Arthaus Musik (de) d'une représentation au Los Angeles Opera, sous la direction de James Conlon, et avec Desirée Rancatore dans le rôle du Rossignol et Brandon Jovanovich dans celui de Bonne Espérance.
Une autre captation vidéo d'une représentation de l'Opéra national du Rhin est réalisée et diffusée sur Arte en février 2022.